# ألكسندر بومونت
ألكسندر بومونت (بالفرنسية: Alexandre Beaumont)‏ (1 أغسطس 1827، باريس في فرنسا - 11 مارس 1909)؛ كاتب مسرحي، محامي وروائي فرنسي.

## روابط خارجية
- ألكسندر بومونت على موقع ميوزك برينز (الإنجليزية)
- ألكسندر بومونت على موقع ديسكوغز (الإنجليزية)